# حصن حوش إلكاب
حصن حوش إلكاب هو حصن في السودان. تقع آثار الصحن الحجري على الصفة اليسرى لنهر النيل، في ولاية الخرطوم (السودان)، على بعد 40 كيلومتر من مكان تلتقي فيه مياه نهري النيل الأبيض والنيل الأزرق. بُني الحصن العازل في الجزء الثاني من القرن السادس الميلادي. في وقت، حكم مملكة علوة للمنطقة .
هو أكبر حصن منتظم في وسط وادي النيل. بُني من الحجارة الممزوجة بطين مونة الاسمنت. هو حصن رباعي الأضلاع وأبعاد داخلية بمساحة 97 ظرب 88 متر. 13 حصن معزز للجدران، تقع في الزوايا وعلى مسافات منتظمة من الجدار. تقود بوابتان إلى الحصن، الأولى من جهة النهر (من الشرق)، والثانية من جهة الصحراء (من الغرب). عام 2018، حُفظت جدران الحصن إلى ارتفاع 0.7 متر.
أثبت بحث فيزياء الأرض الذي أُجري عام 2018 أنه كان هناك عدد من الهياكل القائمة بجانب الجهات الداخلية من الجدران بالإضافة إلى مباني قائمة بذاتها. سُكن في الحصن حتى منتصف القرن السابع. بعدها، لم يتم الحفاظ عليه. هُجر لمدة تقارب 1000 عام. خلال فترة سلطنة سنار (من القرن 16 إلى القرن 19)، سكنت مجموعة صغيرة في آثار الحصن. يمكن العثور على آثار مباني وهياكل تعود إلى هذه الحقبة بالأساس في الجنوب الشرقي من الحصن. بُني بعظهم مباشرتاً على آثار الدفاعات.
عام 2018، هُجر المكان. جعل قرب نهر النيل (مسافة 500 متر تقريباً) من المنطقة ملفتة لانتباه المزارعين المحليين. يتضح ذلك من قبل قناة الري التي عرضها 10 أمتار، والتي حُفرت بجانب الحصن عام 2013/2014.